# KPD 0005+5106
KPD 0005+5106 — звезда в созвездии Кассиопеи, которая находится на расстоянии порядка 880 световых лет от нас. Это самый горячий белый карлик, известный на данный момент (2008 год) науке, температура его поверхности составляет 200 000 К.

## Характеристики
KPD 0005+5106 принадлежит к классу белых карликов, его фотосфера состоит, в основном, из гелия и богата ионизированным кальцием. В 2008 году, использовав орбитальный ультрафиолетовый телескоп FUSE, астрономы определили температуру поверхности карлика, она оказалась рекордно высокой — 200 000 К (для сравнения, температура поверхности Солнца составляет около 5700 К).
В 2004 году учёные обнаружили вокруг звезды тусклую, но сильно ионизированную планетарную туманность. Она является остатком сброшенной оболочки звезды, до того как произошла вспышка новой. Это открытие увеличивает количество объектов данного класса (к ним, возможно, относится и белый карлик LMC 62, находящийся в Большом Магеллановом Облаке).